# 拉科内特
拉科内特（法語：La Caunette，法語發音：[la konɛt]）是法国埃罗省的一个市镇，属于贝济耶区。

## 地理
拉科内特（43°21'10"N, 2°46'46"E）面积21.78 平方千米，位于法国奧克西塔尼大區埃罗省，该省份为法国南部沿海省份，南濒地中海，西南接奥德省，西北接塔恩省和阿韦龙省，东北与加尔省接壤。
与拉科内特接壤的市镇（或旧市镇、城区）包括：艾涅、艾格维沃、米内尔沃、圣让德米内尔瓦、韦略。

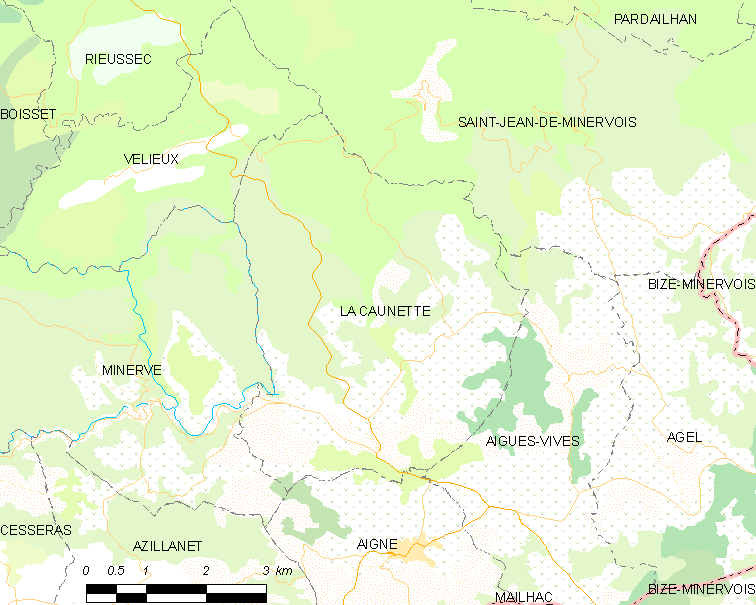
拉科内特的OSM定位图

拉科内特的时区为UTC+01:00、UTC+02:00（夏令时）。

## 行政
拉科内特的邮政编码为34210，INSEE市镇编码为34059。

## 政治
拉科内特所属的省级选区为圣庞斯德托米耶尔县。

## 人口

1962-2008年间拉科内特人口变化图示

拉科内特于2022年1月1日时的人口数量为320人。